# Rio Fântâna Seacă
O Rio Fântâna Seacă é um rio da Romênia, afluente do Nera, localizado no distrito de Caraş-Severin.